# Gynoplistia xanthocera
Gynoplistia xanthocera är en tvåvingeart som beskrevs av Alexander 1947. Gynoplistia xanthocera ingår i släktet Gynoplistia och familjen småharkrankar. Inga underarter finns listade i Catalogue of Life.